# Panezio di Lentini
Panezio (fl. VI secolo a.C.) fu tiranno di Leontinoi.
Figura piuttosto oscura, fu secondo la tradizione il primo tiranno della Sicilia greca. Appartenne, insieme a Falaride di Akragas e a Cleandro di Gela, ad una generazione di autocrati di epoca arcaica, di poco successivi alla conclusione della fase di colonizzazione greca in Occidente (le prime colonie sorsero intorno alla metà dell'VIII secolo a.C.).
Stando a Polieno (5, 47), Panezio, polemarco di Leontinoi, avrebbe imposto la tirannide dopo un conflitto con Megara Iblea per questioni di confini.
Aristotele (Politica, 5, 12, 1316a) associa Panezio a Cleandro di Gela: entrambi sono aristocratici che divergono dai propri interessi di classe.
In un altro passo della Politica (1310b), Aristotele cita Panezio come esempio di tirannide sorta con l'appoggio del demos (demagogia).